# Roy Jenkins
Pour les articles homonymes, voir Jenkins.
Roy Jenkins, baron Jenkins de Hillhead, né le 20 novembre 1920 et mort le 5 janvier 2003, est un homme politique britannique.

## Biographie
Membre éminent du Parti travailliste, du Conseil privé de Grande-Bretagne, ministre d'État dans les années 1960 et 1970, notamment chancelier de l'Échiquier, Roy Jenkins devient l'un des quatre membres fondateurs de l'éphémère Parti social-démocrate (1981-88) de Grande-Bretagne au début des années 1980. Il est élu député de la circonscription de Glasgow Hillhead, en Écosse, lors d'une élection partielle très disputée en 1982. Écrivain de talent, il excelle dans les biographies.
Il est associé à la naissance de la politique multiculturaliste britannique dans les années 1960.
En 1975, alors ministre de l'Intérieur, il nomme Rose Heilbron pour présider un comité chargé d'examiner la réforme des lois sur le viol.
Il est le 6e président de la Commission européenne. En 1972, il est lauréat du prix international Charlemagne.

## Résultats électoraux

### Député
| Date            | Circonscription      | Parti | Parti                  | Voix   | %    | Résultat |
| --------------- | -------------------- | ----- | ---------------------- | ------ | ---- | -------- |
| 5 juillet 1945  | Solihull             |       | Parti travailliste     | 21 647 | 44,7 | Battu    |
| 29 avril 1948   | Southwark Central    |       | Parti travailliste     | 8 744  | 65,4 | Élu      |
| 23 février 1950 | Birmingham Stechford |       | Parti travailliste     | 33 077 | 58,5 | Élu      |
| 25 octobre 1951 | Birmingham Stechford |       | Parti travailliste     | 34 355 | 59,5 | Élu      |
| 26 mai 1955     | Birmingham Stechford |       | Parti travailliste     | 23 358 | 58,4 | Élu      |
| 8 octobre 1959  | Birmingham Stechford |       | Parti travailliste     | 21 919 | 53,6 | Élu      |
| 15 octobre 1964 | Birmingham Stechford |       | Parti travailliste     | 22 421 | 56,8 | Élu      |
| 31 mars 1966    | Birmingham Stechford |       | Parti travailliste     | 24 597 | 64,2 | Élu      |
| 18 juin 1970    | Birmingham Stechford |       | Parti travailliste     | 22 559 | 56,2 | Élu      |
| 28 février 1974 | Birmingham Stechford |       | Parti travailliste     | 23 704 | 53,1 | Élu      |
| 10 octobre 1974 | Birmingham Stechford |       | Parti travailliste     | 23 075 | 57,6 | Élu      |
| 16 juillet 1981 | Warrington           |       | Parti social-démocrate | 12 521 | 42,4 | Battu    |
| 25 mars 1982    | Glasgow Hillhead     |       | Parti social-démocrate | 10 106 | 33,4 | Élu      |
| 9 juin 1983     | Glasgow Hillhead     |       | Parti social-démocrate | 14 856 | 36,2 | Élu      |
| 11 juin 1987    | Glasgow Hillhead     |       | Parti social-démocrate | 14 707 | 35,1 | Battu    |

### Chef de parti
| Date           | Parti | Parti                  | Voix   | %    | Résultat |
| -------------- | ----- | ---------------------- | ------ | ---- | -------- |
| 25 mars 1976   |       | Parti travailliste     | 56     | 17,8 | retrait  |
| 2 juillet 1982 |       | Parti social-démocrate | 26 256 | 55,7 | Élu      |

## Décorations
- Grand-croix de l'ordre de Charles III ( Espagne)

- Chevalier grand-croix de l'ordre du Mérite de la République italienne ( Italie)
- Grand-croix de l'ordre de l'Infant Dom Henri ( Portugal)
- Grand-croix de l'ordre du Mérite ( Portugal)
- Membre de l'ordre du Mérite du Commonwealth ( Royaume-Uni)

## Publications
- (en) Roy Jenkins, Dilke - A Victorian tragedy, Londres, Papermac, 1996 (réimpr. 1996) (1re éd. 1958), 447 p. (ISBN 978-0-333-62020-5 et 0-333-62020-8), p. 17